# 劳动优秀奖章
劳动优秀奖章（俄语：Медаль «За трудовое отличие»）于1938年12月27日设立，是苏联设立的一项民事奖章，授予杰出的劳动者，以表彰他们在劳动中的杰出表现或在科学、文化或体育领域的贡献。在苏联时期，此勋章被颁发200余万枚。

## 历史
1938年12月27日，苏联最高苏维埃主席团颁布《关于设立劳动优秀奖章的法令》，授予在社会主义建设中表现优秀的劳动者。该奖章的法令在1943年和1947年两次被修改。1980年的法令确立了该勋章的最终样式。奖章由艺术家伊万·杜巴索夫设计。

## 颁授
本勋章依据苏联最高苏维埃主席团法令颁发。获奖者需满足以下条件：
- 提高劳动生产率和提高产品质量，有利于社会主义竞争的胜利。
- 在重大经济建设项目中做出贡献。
- 有价值的创新。
- 在科教文卫、贸易、餐饮、住房、公共事业、公共服务或其他领域的杰出工作。
- 积极参与青年共产主义教育和培训工作，在公共和社会活动中取得成功。
- 在体育领域取得成就。

第一批劳动优秀奖章在1939年1月15日被授予给莫斯科加里宁第8兵工厂的19名工人，以表彰他们在为红军研发新型武器方面的卓越功勋。
塔吉克苏维埃社会主义共和国列宁纳巴德州莫斯科集体农庄主席阿纳江·波伊玛托娃共获得五次本勋章，是获得本勋章最多的劳动者。
本勋章应佩戴在左胸，排列在劳动英勇奖章之后，纪念列宁诞辰一百周年奖章之前。

## 设计
劳动优秀奖章是一枚直径为32毫米的圆形奖章，由925银打造，边缘镶有边框。在正面的上部 3/4，一个21mm高× 20mm宽的镰刀铁锤红宝石色珐琅图像在浮雕铭文СССР上，字母高3.5毫米。在镰刀铁锤下方有两行凹陷的红色珐琅铭文“ЗА ТРУДОВОЕ ОТЛИЧИЕ”（致优秀的劳动者），字高2毫米。在背面有两排 2.5mm高的浮雕铭文“ТРУД В СССР — ДЕЛО ЧЕСТИ”（为苏联工作是一种荣誉）。奖章的编号一直到1945年，以后颁发的奖章不再编号。
| 1938 - 1943 | 1938 - 1943 | 1943 - 1991 | 1943 - 1991 |
|             |             |             |             |